# Parete del Monte Fammera
Parete del Monte Fammera este o arie protejată (arie specială de conservare — SAC, sit de importanță comunitară — SCI) din Italia întinsă pe o suprafață de 266 ha, integral pe uscat.

## Localizare
Centrul sitului Parete del Monte Fammera este situat la coordonatele 41°21′19″N 13°42′54″E / 41.355278°N 13.715°E.

## Înființare
Situl Parete del Monte Fammera a fost declarat sit de importanță comunitară în iunie 1995 pentru a proteja 12 specii de animale. Situl a fost protejat și ca arie specială de conservare în decembrie 2016.

## Biodiversitate
Situată în ecoregiunea mediteraneană, aria protejată conține 3 habitate naturale: Păduri de Quercus ilex și Quercus rotundifolia, Tufărișuri termo-mediteraneene și de pre-deșert, Pseudostepă cu ierburi și specii anuale de Thero-Brachypodietea.
La baza desemnării sitului se află mai multe specii protejate:
- păsări (10): Apus pallidus, șoim călător (Falco peregrinus), rândunică (Hirundo rustica), sfrâncioc roșiatic (Lanius collurio), ciocârlie de pădure (Lullula arborea), mierlă albastră (Monticola solitarius), muscar sur (Muscicapa striata), mărăcinar negru (Saxicola torquatus), turturică (Streptopelia turtur), Tachymarptis melba
- mamifere (1): liliac cu aripi lungi (Miniopterus schreibersii)
- nevertebrate (1): Melanargia arge

Pe lângă speciile protejate, pe teritoriul sitului au mai fost identificate 1 specie de plante, 1 specie de nevertebrate.